# پتروس مولیویاتیس
پتروس مولیویاتیس (یونانی: Πέτρος Γ. Μολυβιάτης؛ زادهٔ ۱۲ ژوئن ۱۹۲۸ – درگذشتهٔ ۴ مه ۲۰۲۵) یک سیاست‌مدار اهل یونان بود. وی ۳ مرتبه از سال‌های ۲۰۰۴ تا ۲۰۰۶، ۲۰۱۲ و ۲۰۱۵ سمت وزیر خارجه این کشور را برعهده داشت.
پتروس مولیویاتیس در ۴ مه ۲۰۲۵، در سن ۹۶ سالگی بر اثر عوارض نارسایی تنفسی درگذشت.